# Helicopsyche ouaroua
Helicopsyche ouaroua is een schietmot uit de familie Helicopsychidae. De soort komt voor in het Australaziatisch gebied.